# Rhyssoleptoneta latitarsa
Rhyssoleptoneta latitarsa är en spindelart som beskrevs av Tong och Li 2007. Rhyssoleptoneta latitarsa ingår i släktet Rhyssoleptoneta och familjen Leptonetidae. Inga underarter finns listade i Catalogue of Life.